# Ouanne
Ouanne – miejscowość i gmina we Francji, w regionie Burgundia-Franche-Comté, w departamencie Yonne.
Według danych na rok 1990 gminę zamieszkiwało 627 osób, a gęstość zaludnienia wynosiła 16 osób/km² (wśród 2044 gmin Burgundii Ouanne plasuje się na 378. miejscu pod względem liczby ludności, natomiast pod względem powierzchni na miejscu 79.).